# Irans historia
Den här artikeln behandlar Irans historia.

## Äldre historia

### Persiska riket

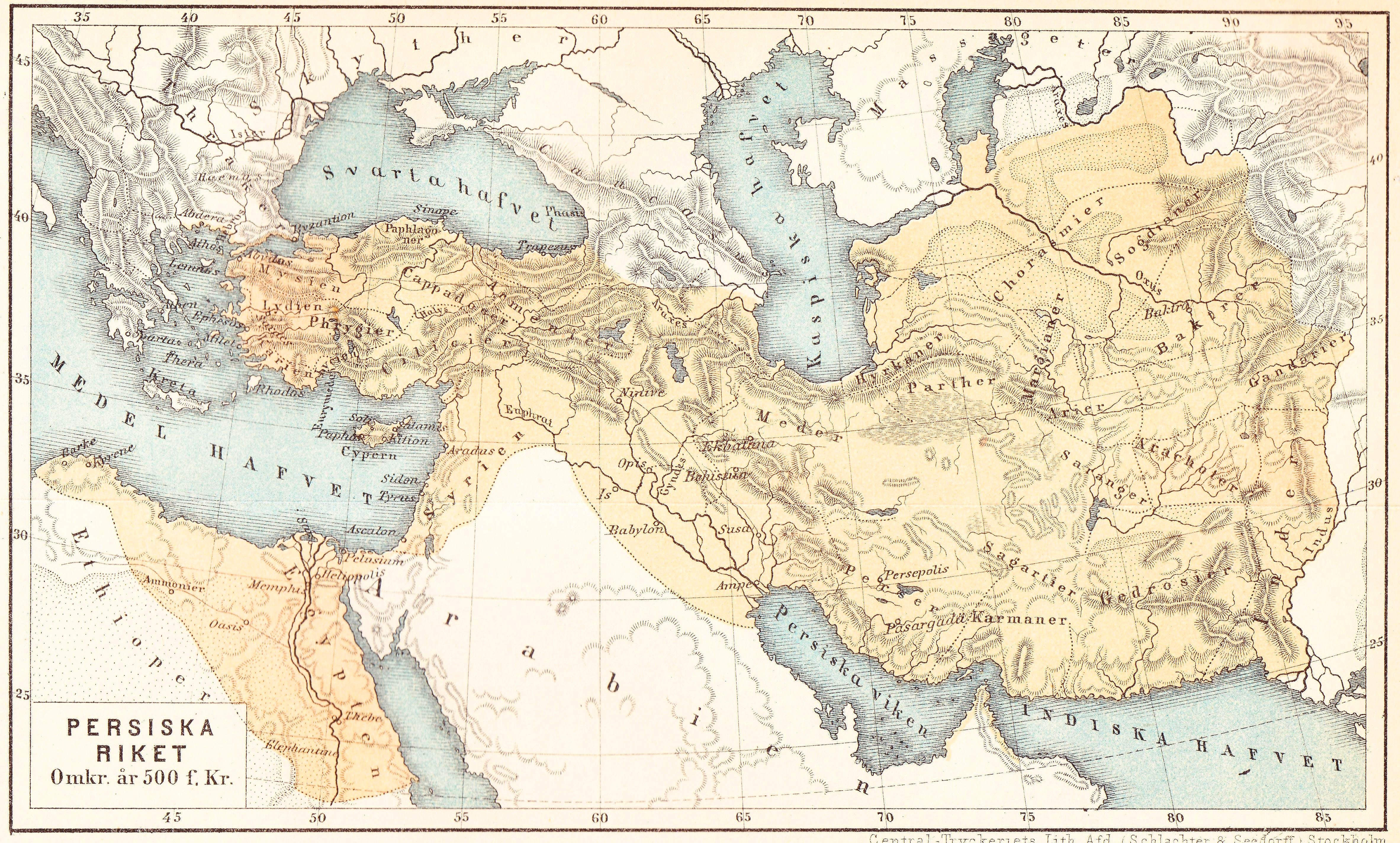
Akemenidernas rike vid sin största utbredning.

Kring år 550 f.Kr. tog de persiska akemeniderna makten över det iranska området, och de tidigare härskarna medernas rike inkorporerades i det nya, persiska riket. Detta rike expanderade tills det sträckte sig från Indus i öster till Balkan och Libyen i väster, Kaukasien och Centralasien i norr till Abessinien i söder.
Irans hellenistiska period började med Alexander den stores erövringar under 330-talet f.Kr. och fortsatte under seleukidernas styre.
Under 200-talet f.Kr. tog parterna makten i öster, och år 129 f.Kr. hade dessa till slut erövrat resten av Iran från seleukiderna.
År 226 tog de persiska sasaniderna makten och behöll den till 651.

### Judar i Irans historia
Judisk närvaro i det iranska området går tillbaka till 500-talet f.Kr., då den persiske kungen Kyros den store lät återge de babyloniska judarna deras frihet och tillät dem återvända till Jerusalem efter den babyloniska fångenskapen. Under såväl akemenidisk som sassanidisk tid fanns etablerade judiska samhällen i Persien. Under den islamiska eran fortsatte judar att leva i Iran, ofta som en erkänd religiös minoritet (dhimmi) med varierande grad av tolerans eller förföljelse beroende på politiskt styre. I början av 1900-talet fanns uppskattningsvis mellan 80 000 och 100 000 judar i Iran. Efter revolutionen 1979 och den islamiska republikens införande har antalet judar i landet minskat drastiskt, men uppskattningsvis lever 15 000 judar lever fortfarande kvar i landet år 2025.

### Medeltiden
Det arabiska kalifatet framväxt sammanföll med det kaos som rådde i Mellanöstern efter det månghundraåriga kriget mellan sasaniderna och Bysantinska riket. Det mesta av Persien invaderades av araberna mellan 643 och 650 då också en stor del av landets kulturskatter i palats och eldtempel förstördes.
Yazdgerd III, den siste sasanidiske kejsaren, dog tio år efter att han hade förlorat sitt rike till det nygrundade muslimska kalifatet. Han försökte återta en del av vad han hade förlorat med turkarnas hjälp, men de besegrades lätt av de muslimska arméerna. Han sökte då hjälp av den kinesiska Tangdynastin. Den kinesiska hjälpen var dock inte till någon nytta och de arabiska muslimerna besegrade till slut de kinesiska arméerna i slaget vid Talas, ett århundrade efter Yazdgerds nederlag. Umayyaderna skulle sedan komma att härska över Persien i hundra år och den arabiska erövringen förändrade dramatiskt livet i Persien. Arabiska blev det nya lingua franca, islam ersatte zoroastrianismen i takt med att iranierna konverterade till islam, inte sällan motiverade av politiska och ekonomiska skäl. En ny religion och kultur lades till den iranska kulturmiljön, men de iranska folken stod emot arabiseringen och behöll sitt språk och sina inhemska traditioner och högtider.
750 förlorade umayyaderna makten till abbasiderdynastin. Vid den tiden hade perserna återigen börjat spela en viktig roll i rikets byråkrati. Kalifen Al-Ma'mun, vars mor var persiska, flyttade sin huvudstad från de arabiska områdena till Merv i Centralasien. 819 grundade samaniderna en halvsjälvständig stat i det östra Stor-Iran, vilket blev det första inhemskt styrda området efter den arabiska erövringen. De gjorde Samarkand, Bukhara och Herat till huvudstäder och återupplivade det persiska språket och kulturen. Zoroastriska lärde skrev och sammanställde religiösa texter, såsom Dēnkard, på medelpersiska, den så kallade pahlavilitteraturen. Det var vid denna tid som poeten Ferdousi färdigställde det iranska nationaleposet Shahnameh, en episk hjältedikt om Irans äldsta historia och myter. Detta epos färdigställdes 1008.
913 erövrades västra Persien av buwayhiderna, en deylamitisk stamkonfederation från Kaspiska havets stränder. De gjorde staden Shiraz till huvudstad, avsatte kalifen i Bagdad och krossade islams enande kraft. Istället för att vara en provins i ett muslimskt imperium blev Iran en nation i en alltmer diversifierad och islamisk värld.

### Turkiskt styre (1037–1219)
Den muslimska världen skakade återigen i sina grundvalar 1037 i och med invasionen av seldjukerna från nordöst. Seldjukerna skapade ett mycket stort rike i Mellanöstern. De byggde också den stora fredagsmoskén i Isfahan. Den berömde persiske matematikern och poeten Omar Khayyám skrev sin Rubaiyat under seldjukernas tid.
Under det tidiga 1200-talet förlorade seldjukerna kontrollen över Persien till en annan grupp turkar från Khwarezmia, nära Aralsjön. Shaherna av Khwarezmid kom nu att härska.

### Mongolerna och deras efterträdare (1219–1500)
1218 skickade Djingis Khan ambassadörer och handelsmän till staden Otrar vid shahdömet Khwarizm nordöstra gränsmarker. Guvernören i Otrar lät avrätta dessa sändebud. Djingis anföll då Otrar, Samarkand och andra städer i nordöst året därpå.
Djingis sonson Hülegü Khan avslutade invasionen, som Djingis hade inlett, när han besegrade Khwarzimriket, Baghdad och det mesta av Mellanöstern från 1255 till 1258. Persien blev tillfälligt Ilkhanatet, en del av det gigantiska Mongolriket.
Efter att Ilkhan Mahmud Ghazan hade konverterat till islam 1295 avsade han sig alla allianser med kejsar Chengzong av Kina, som nyligen hade efterträtt sin farfar Kublai Khan som storkhan. Ilkhanerna vurmade för konst och vetenskap i iransk-muslimsk tradition; de såg också till att reparera mycket av den skada mongolernas invasion hade åsamkat landet.
1335 blev den siste erkände ilkhanen Abu Sa'ids död slutpunkten för Ilkhanatet. Även om Arpa Ke'un utropades till ilkhan var hans auktoritet omstridd och Ilkhanatet delades i ett antal småstater. Detta gjorde Persien sårbart för anfall från Timur Lenk, en centralasiatisk erövrare, som försökte återuppliva Mongolriket. Han beordrade det anfall på Persien, som inleddes omkring 1370 och plundrade området fram till sin död 1405. Timur lät också utföra fler mord än Djingis Khan hade gjort. I Isfahan lät han exempelvis mörda 70 000 människor, så att han skulle kunna bygga torn av deras skallar. Han erövrade stora områden och gjorde sin egen stad Samarkand rik, men gjorde inga ansträngningar att skapa ett bestående rike. Det persiska riket låg till stora delar i ruiner.
Under de följande hundra åren var Persien inte någon enad stat. Det styrdes ett tag av ättlingar till Timur, vilka kallades timuridiska emirer. Mot slutet av 1400-talet togs Persien över av emiratet Ak Koyunlu (Vita fåret). Men det fanns mycket liten enighet och inget av den sofistikering, som hade utmärkt Iran under den muslimska tidens glansdagar.

### Safaviddynastin (1500–1722)

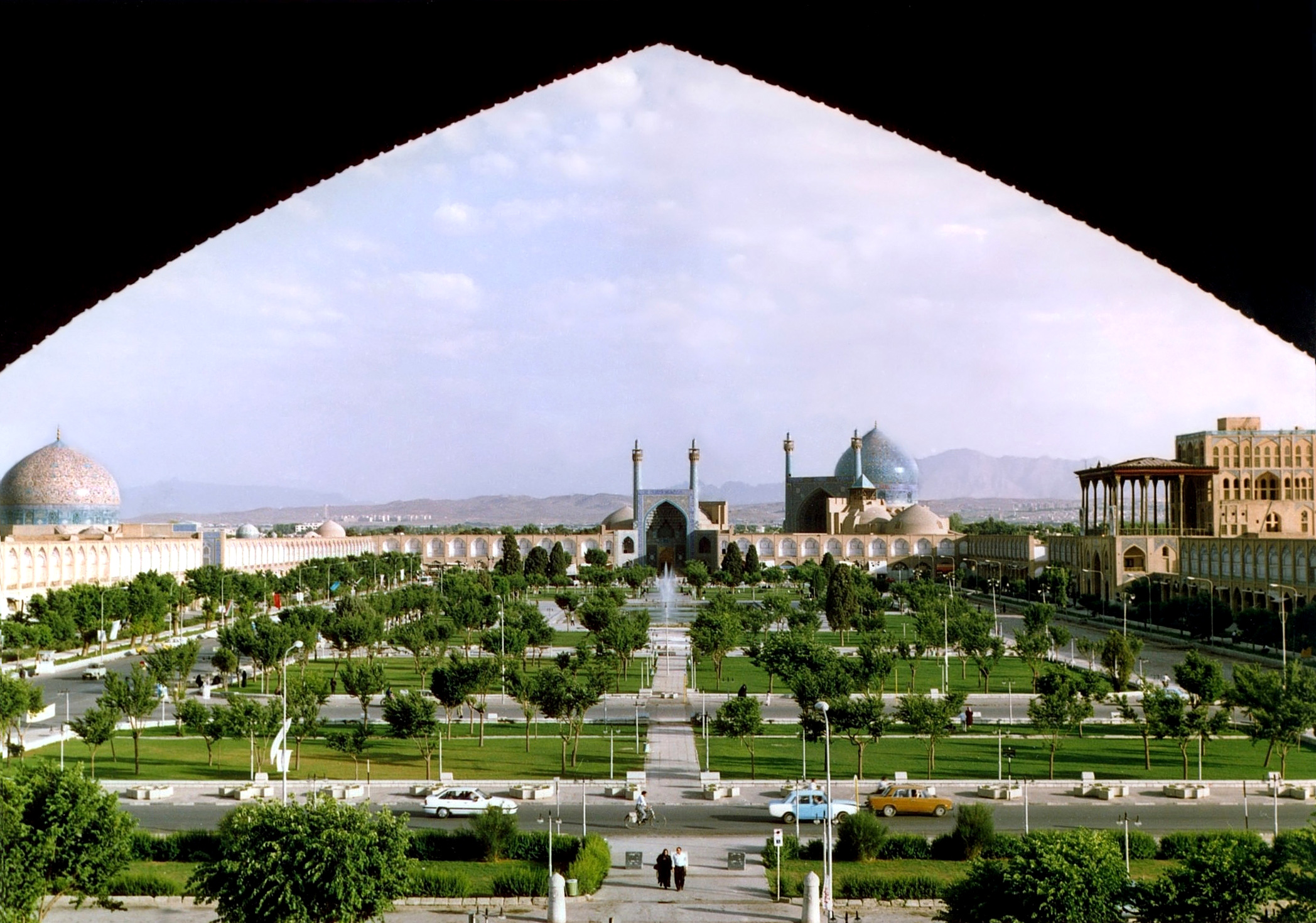
Naghsh-i Jahantorget är ett av de många monument, som byggdes under Safavideran.

Safaviddynastin kom från staden Ardabil i området Azarbaijan. Den safavidiske shahen Ismail I avsatte Vita fårets (Ak Koyunlu) turkiska härskare och grundade ett nytt persiskt rike. Ismail utökade Persien till att inkludera hela nuvarande Azerbajdzjan, Iran och Irak samt det mesta av Afghanistan. Ismails expansion stoppades av Osmanska riket genom slaget vid Chaldiran 1514 och krig med osmanerna blev ett normalt tillstånd i safavidernas Iran.
Det safavidiska Persien var ett våldsamt och kaotiskt land under de följande 70 åren, men 1588 tillträdde shah Abbas I tronen och inledde en politisk och kulturell renässans. Han flyttade huvudstaden till Isfahan, som snabbt blev ett av de viktigaste kulturcentrumen i den muslimska världen. Han slöt fred med osmanerna, reformerade armén, drev ut uzbekerna ur Iran och in i nuvarande Uzbekistan samt återtog (med engelsk hjälp) ön Hormuz från portugiserna. Abdur Razzaq blev persisk ambassadör i indiska Calicut och skrev levande om sina upplevelser där.
Safaviderna var shiamuslimer och under deras styre blev Persien (Iran) det största shialandet i den muslimska världen, vilket det fortfarande är idag.
Under safaviderna åtnjöt perserna sin sista tid som stormakt. 1639 kom man fram till en slutgiltig gränsdragning med Osmanska riket, genom fördraget i Qasr-e Shirin. Detta avtal bestämmer gränsen mellan republiken Turkiet och Iran och mellan Irak och Iran än idag.

### Persien och Europa (1722–1914)

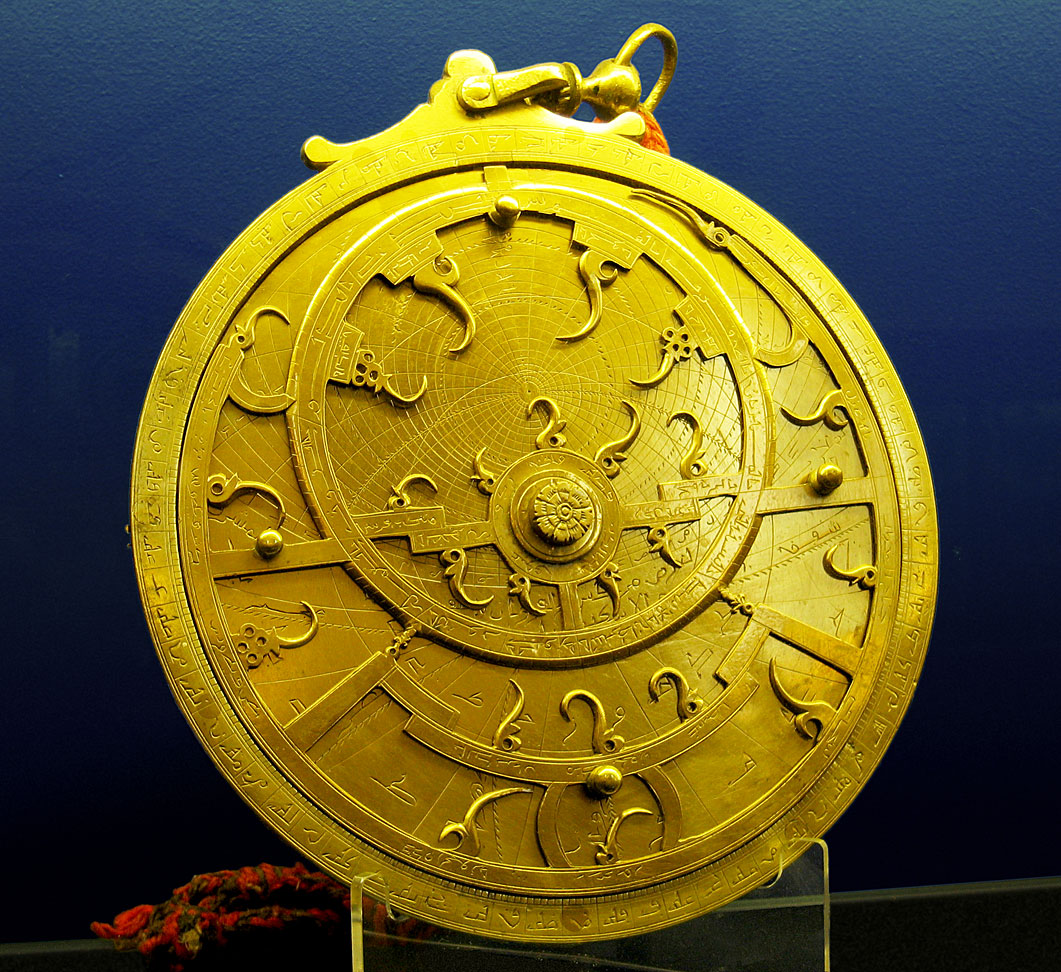
Ett persiskt astrolabium från 1700-talet. Under hela medeltiden bevarade och vidareutvecklade man naturfilosofin och matematiken från antikens Grekland i den muslimska världen. Under denna tid blev Persien centrum för tillverkningen av vetenskapliga instrument, vilka behöll sitt rykte om hög kvalitet långt in på 1800-talet.

1722 kollapsade safavidernas stat. Detta år inträffade den första europeiska invasionen i Persien sedan Heraclius dagar: Peter den store, kejsare av Ryssland, invaderade från nordväst, som en del i försöken att dominera Centralasien. Osmanska styrkor hjälpte ryssarna och belägrade framgångsrikt Isfahan.
Man lyckades slå tillbaka invasionerna; varken ryssarna eller turkarna lyckades erövra något territorium. Safaviderna var dock kraftigt försvagade och samma år (1722) inledde afghanerna ett blodigt fälttåg som svar på safavidernas försök att tvinga dem konvertera från sunni- till shiaislam. Den siste safavidiske shahen avrättades och dynastin dog ut.
Det persiska riket fick ett tillfälligt uppsving under Nader Shah under 1730- och 1740-talet. Nadir drev ut ryssarna och förpassade afghanerna till sitt nuvarande område i Afghanistan. Han inledde många framgångsrika fälttåg mot Persiens gamla fiender, de nomadiska khanaten i Centralasien. De flesta av dem krossades eller absorberades av Persien. 1739 anföll och plundrade han det indiska Moghulrikets huvudstad Delhi. När Nadir Shah blev mördad av sin lojale qazalbash, kontrollerade hans lojale afghanske general Ahmad Shah Abdali, som också var en berömd poet på språket pashto, det mesta av Nadir Shahs rike. Emellertid kunde Ahmad Shahs efterföljare inte hålla samman riket och förlorade det mesta av rikets västra delar till Zanddynastin. Iran var sedan inte berett på de europeiska kolonialimperiernas kraftiga expansion under det sena 1700-talet och hela 1800-talet.
Persien fick relativ stabilitet under Qajardynastin, som härskade från 1779 till 1925, men lyckades inte tävla med de nya industristaterna i Europa; Persien fann sig inklämt mellan det växande ryska riket i Centralasien och det expanderande Brittiska imperiet i Indien. De tillskanskade sig delar av Persien, vilka blev Bahrain, Azerbajdzjan, Turkmenistan, Armenien, Georgien och Uzbekistan bland andra före detta provinser.
Trots att Persien aldrig direkt invaderades blev det gradvis ekonomiskt beroende av Europa. Det brittisk-ryska förbundet 1907 bestämde de ryska och brittiska inflytelsesfärerna över de norra respektive södra delarna av landet, där Storbritannien och Ryssland bestämde varsin "inflytelsesfär", där kolonialmakten hade sista ordet i ekonomiska frågor.
Vid samma tid hade shah Mozzafar-al-Din givit William Knox D'Arcy, sedermera Anglo-Persian Oil Company, tillstånd att prospektera och utvinna olja från det nyupptäckta oljefältet vid Masjed Soleyman i sydvästra Persien, där produktionen inleddes 1914. Winston Churchill, som var det brittiska amiralitetets sjölord, övervakade brittiska flottans fartygs övergång till oljedrift och nationaliserade delvis fältet före krigsutbrottet. En liten engelsk-persisk styrka förlades dit för att skydda fältet från fientliga aktiviteter från lokala stammar.

### Första världskriget och mellankrigstiden (1914–1935)
Persien drogs in i första världskrigets periferi eftersom det låg strategiskt mellan Afghanistan och de stridande osmanska, ryska och brittiska imperierna. 1914 sände Storbritannien en militärstyrka till Mesopotamien, för att osmanerna inte skulle få tillgång till de persiska oljefälten. Det tyska riket kom till sin allierades hjälp genom att sprida ett rykte att kejsar Wilhelm II av Tyskland hade konverterat till islam och skickat agenter till Iran för att anfalla oljefälten och starta ett jihad mot det brittiska styret i Indien. De flesta av dessa tyska agenter blev tillfångatagna av persiska, brittiska och ryska styrkor, som hade skickats att patrullera den afghanska gränsen och upproret dog ut. Detta följdes av ett tyskt försök att, i huvudsak med hjälp av dennes svenska livvakt, föra bort och kontrollera Ahmad Shah Qajar, vilket dock misslyckades i sista stund.
1916 hade striderna mellan ryssarna och osmanerna norr om landet spritt sig ner till Persien; Ryssland hade övertaget ända tills de flesta av dess arméer kollapsade efter ryska revolutionen 1917. Detta lämnade Kaukasus oskyddat och kaukasiska och persiska civila i svält efter åratal av krig och umbäranden. 1918 tågade en liten brittisk styrka på 400 man under general Dunsterville in i Trans-Kaukasus från Persien i ett försök att uppbåda lokalt motstånd mot tyska och osmanska arméer, som stod i begrepp att invadera oljefälten i Baku. Även om de sedermera drog sig tillbaka till Persien lyckades de inte förhindra att osmanerna fick tillgång till oljan nästan ända fram till vapenstilleståndet. Dessutom användes förbandets förnödenheter till att undvika en svältkatastrof i området och ett läger för 30 000 flyktingar skapades nära den mesopotamiska gränsen.
Vid slutet av första världskriget var Persien inte längre den världsmakt det en gång hade varit. Det hade istället blivit en bricka i det politiska spelet mellan de andra stormakterna. 1919 ockuperades norra Persien av den brittiske generalen William Edmund Ironside för att där införa de turkiska stillståndsvillkoren och hjälpa general Dunsterville och överste Bisjerakov och hålla borta det bolsjevikiska inflytandet (från Mirza Kuchak Khan) i norr. Britterna ökade också kontrollen över de alltmer lukrativa oljefälten.
1925 tog Reza Shah Pahlavi makten från Qajarerna och grundade den nya Pahlavidynastin, den sista persiska monarkin efter grundandet av den muslimska republiken. Storbritannien och Sovjetunionen förblev dock de mest inflytelserika makterna i Persien ända fram till de första åren av kalla kriget.
Den 21 mars 1935 antogs Iran officiellt som landets nya namn. Efter persiska vetenskapsmäns protester mot detta tillkännagav Mohammad Reza Shah 1953 att både "Iran" och "Persia" kunde användas.

## Modern historia
Irans moderna historia är mycket starkt förknippad med den konstitutionella revolutionen som påbörjades 1906. De starkaste förgrundsfigurerna, som förespråkat grundlagen, var Bakhtiari och den numera avlidne premiärministern Mohammed Mossadegh. Konstitutionen motarbetades av Qajar-dynastin, och därefter Pahlavidynastin, och senast av företrädare för den islamiska revolutionen. Den senaste grundlagen bryter starkt mot 1906 års konstitution, vilken ville separera politik från religion (hokumat orfi).

### Konstitutionella revolutionen
Den så kallade konstitutionella revolutionen (Mashrooteh, vilket på persiska betyder konstitution/konstitutionell) skedde 1906-1907 och har haft en avgörande roll för resten av seklet.
Den konstitutionella revolutionen innebar att man ville ha en konstitutionell demokrati. Den styrande despoten Mozzafar al-Din Shah Qajar gav snart efter och besegrades av konstitutionalisterna. Kort därefter, 1907-1911, bekämpades ett krig mellan Mohammad-Ali Shah Qajar, som efterträdde sin far.  Mohammad-Ali Shah motsatte sig konstitutionen och bombade parlamentet (Majlis). Mohammad-Ali hade starkt stöd av Tsarryssland, som invaderade norra Iran till stöd för Mohammad-Ali Qajar. Konstitutionalisterna slogs dock ihärdigt och lyckades erövra stad efter stad och besegrade till slut Mohammad-Ali Shahs kosackarmé. Mohammad-Ali Shah flydde därefter till USA.
Konstitutionalisterna slogs för:
- En konstitution inspirerad av den belgiska, som i sig följde den engelska Westminstersystemet.
- En oberoende rättsinstans (edalatkhaneh)
- Ett parlament valt av folket (majles)
- Kraftigt reducerad maktbefogenheter för kungen
- Exekutiv (regerande) makt till en av parlamentet vald premiärminister

Man gjorde också tillägg 1907 för fri press, och rätt till politiska partier, med vissa undantag.
Konstitutionalisterna förespråkade följande:
- Rättsstyre (hokumat qanon)
- Folkstyre (hokumat mardom)
- Fri press (azadi matbooat)
- Frihet för politiska partier (azadi ahzab)
- Modernitet (tajadod)
- Separering av religion och politik (hokumat orfi)

Den konstitutionella revolutionen, dess värden, och konstitutionen kom dock i praktiken att kränkas under resten av 1900-talet. Först av Qajar-dynastin, och därefter av Pahlavidynastin, med Reza Shah Pahlavi, som ledde landet från 1925 fram till 1941. Landet var då starkt allierat med Storbritannien, som hade gett starkt stöd till Reza Shah Pahlavi när han 1925 utförde en statskupp mot Qajardynastin.

### Reza Pahlavi
Den 16 mars 1878 föddes Reza Khan i norra Persien. Vid ung ålder anslöt han sig till den persiska kosackbrigaden och kunde så småningom bli general. 1907 hade Storbritannien och Ryssland delat upp landet i intressesfärer. Året därefter påträffades olja i den brittiska zonen och det brittiska Anglo-Iranian Oil Company exploaterade fyndigheterna. Det fanns ett utbrett missnöje mot den styrande dynastin, Qajardynastin, som inte ansågs ha landets bästa i åtanke. 1921 gjorde Reza Khan en statskupp och tog makten, inspirerad av den turkiske Kemal Atatürk och hans ungturkar, för att bygga upp ett modernt sekulariserat samhälle. I april 1926 krönte han sig själv till Reza Shah Pahlavi. Shahen inledde en storskalig industrialisering, byggde den transiranska järnvägen och satsade på utbildning och kvinnors rättigheter. 1935 bytte landet sin internationella beteckning från Persien till Iran.
Shahen tog hjälp av utländska experter för att genomföra sina projekt men undvek i allmänhet hjälp från Storbritannien och Sovjet utan tog hjälp från Tyskland, Frankrike, Italien och Sverige. När andra världskriget utbröt förklarade shahen att landet var neutralt. Brittiska imperiet, som kontrollerade oljeutvinningen, ansåg att de tyska experter som fanns i landet spionerade på britterna och uppmanade iranska regeringen att utvisa dem.
Efter det tyska anfallet på Sovjetunionen genom operation Barbarossa i juni 1941 fick Irans geostrategiska läge stor vikt för att föra västallierat krigsmateriel till Sovjetunionen över järnvägen genom Iran. På grund av shahens påstådda tyskvänlighet intervenerade brittiska och indiska styrkor från Irak och sovjetiska styrkor från norr i augusti 1941 och tvingade shahen att abdikera till förmån för sin son. Själv gick shahen i exil i Johannesburg i Sydafrika där han avled den 26 juli 1944.

### Mohammad Reza Pahlavi
Mohammad Reza Pahlavi blev kronprins av Iran i april 1926 och efter sin fars abdikation 1941 blev han shah av Iran vid 21 års ålder. I januari 1942 kom de allierade överens om att dra tillbaka sina styrkor inom sex månader efter krigsslutet. Under kriget uppkom politiska partier och parlamentsvalet 1944 var det första fria på 20 år. 1945 drog Storbritannien och USA tillbaka sina styrkor men Sovjetunionen vägrade, vilket utlöste Irankrisen 1946. Josef Stalin stödde inrättandet av två kommunistiska utbrytarrepubliker, Azarbaijans Folkstyre och Mahabadrepubliken vilket skapade farhågor i Iran att han ämnade att annektera norra delen av landet. De sovjetiska styrkorna drog sig tillbaka 1946 efter att Irans premiärminister Ahmed Qavam lovat Stalin att man skulle bilda ett iransk-sovjetiskt oljebolag. Utbrytarrepublikerna föll men det iranska parlamentet godkände aldrig avtalet med Stalin.
Efter kriget fanns det förhoppningar om ett stabilt demokratiskt system men den politiska instabiliteten ökade och mellan 1947 och 1951 hade landet sex stycken premiärministrar. Mohammad Reza Pahlavi såg till att utöka sina befogenheter och att armén var lojal mot honom. 1949 gjorde det kommunistiska Tudehpartiet ett attentatsförsök mot honom som lät förbjuda partiet.
1951 blev Mohammed Mossadeq premiärminister. Han var då ledare för jordägarnas parti, Nationella fronten. Efter krigsslutet hade allt fler grupper föreslagit att det brittiska oljebolaget skulle nationaliseras och detta genomförde Mossadeq 1952. Mossadeq lovade att genomföra ett moderniseringsprogram som skulle utrota fattigdomen med hjälp av inkomsterna från oljan men britterna svarade med en handelsbojkott som gjorde Mossadeqs program ogenomförbart. Landet hamnade i en politisk kris där Mohammad Reza Pahlavi först flydde till Italien men kunde återkomma genom en statskupp genomförd av iranska militären och konservativa politiker och mullor. Mossadeq greps och fängslades fram till sin död 1967. 1954 lät shahen ett internationellt konsortium ta över oljeutvinningen under 25 års tid.
1955 anslöt sig Iran till den så kallade Bagdadpakten som knöt landet säkerhetspolitiskt till Storbritannien och USA. Därigenom kunde landet börja ta emot militärt och ekonomiskt stöd från USA.

### Den vita revolutionen
1963 inleddes den så kallade vita revolutionen. Den viktigaste reformen var en jordreform där storgods styckades och adelsjord konfiskerades och delades ut till småbönder. Iran satsade också på en kraftig utbyggnad av industrin, ökade rättigheter för kvinnor och en satsning på utbildning, särskilt på landsbygden. Ekonomin centralstyrdes alltmer och man satsade på fabriker som tillverkade bilar, dieselmotorer, hissar, cyklar, traktorer och vapen. Fyra kärnkraftverk byggdes i det oljerika landet. Shahens moderna reformer och införandet av kvinnlig rösträtt mötte motstånd från vänsterradikal grupper och från den shiamuslimske mullan Ayatollah Ruhollah Khomeini som 1964 utvisades till Irak. 1965 mördades premiärminister Hassan Ali Mansur av den islamistiska terrororganisationen Fedayan-e eslam som utfört en rad mord på politiker och författare. Man vet inte exakt hur många politiska fångar som avrättades under Mohammad Reza Pahlavis styre men enligt Amnesty International avrättades mellan 62 och 300 personer av politiska skäl fram till revolutionen 1979. Den övervägande majoriteten av de politiska domarna var riktade mot medlemmar av militanta kommunistiska gerillagrupper, såsom Folkets mujahedin och Fedayan-e Khalq och terrororganisationer, såsom Fedayan-e eslam. SAVAK kan i detta avseende jämföras med CIA.
I mitten av 1973 nationaliserades åter oljeindustrin och när oljepriset fyrdubblades efter Oktoberkriget gjorde det att staten kunde bygga upp ett starkt försvar och Iran blev regionens starkaste militärmakt.
Jordreformerna ledde till minskad produktivitet på landsbygden, och Iran, som tidigare varit ett livsmedelsexporterande land, blev tvungen att importera livsmedel. Reformen präglades av den utbredda korruptionen och ofta fick en familj för lite jord för att kunna överleva. Från juni 1975 gick Iran därför in för kollektivisering och de nominellt självägande bönderna tvingades gå med i storjordbruk. Reformerna ryckte upp livet på landsbygden och hotade makten hos lokala eliter och det muslimska ledarskapet.

### Den islamiska revolutionen
I slutet av 1970-talet ökade protesterna mot Mohammad Reza Pahlavis styre, mot det militära samarbetet med USA och mot SAVAK. Vid universiteten demonstrerade vänsterstudenter för socialistiska och kommunistiska ideal medan muslimska grupper protesterade mot moderniseringen av iranska samhället och kvinnornas stärkta ställning. Shahen stod bakom den nya familjepolitiken som gjorde kvinnan jämlik med mannen inför lagen. Han vägrade också förbjuda sex utanför äktenskapet och alkohol. 1976 infördes en kalender från Kyros den stores tid på 500-talet f.Kr. vid sidan om den muslimska kalendern. De ekonomiska reformerna lockade många fattiga till storstäderna vilket skapade spänningar i samhället. Efter påtryckningar från USA:s president Jimmy Carter 1977 släpptes 300 politiska fångar och censuren mildrades. 
Under hela 1978 organiserade västerextremister, däribland Tudehpartiet, Folkets mujahedin och Fedayan-e khalq) och islamister regelbundet stora demonstrationer i landet. I oppositionen ingick nu också Nationella Fronten under den nya ledaren Karim Sanjabi som hade stöd av delar av den utbildade medelklassen. Att partiledningen i Nationella Fronten stödde Khomeini ledde att liberalerna lämnade organisationen. I januari 1978 dödades några studenter vid protester och efter en 40 dagars sorgeperiod utbröt demonstrationer igen den 18 februari då flera demonstranter dödades. Samma sak upprepades den 29 mars och 10 maj. Under sommaren infördes ransoneringar och lönestopp och då anslöt sig även andra grupper till studenternas protester. Demonstrationer förekom i alla storstäder. I september infördes undantagstillstånd som förbjöd alla demonstrationer.
Under slutet av 1978 ändrade Mohammad Reza Pahlavi sin attityd mot protesterna och öppnade vägen för förhandlingar och lade förslag till en demokratisk konstitution. Han utsåg den liberale Shapur Bakhtiar till premiärminister (denne avrättades senare i Paris av islamister). Khomeini hade blivit symbol för proteströrelsen och var obeveklig. Han krävde shahens avgång. Khomeinis budskap spreds effektivt via kassettband och västerländska medier, främst BBC. Oppositionen genomförde en generalstrejk i oktober och den 12 december fylldes Teheran av hundratusentals människor som protesterade.  Men då var det för sent att kompromissa och den 16 januari 1979 tvingades Mohammad Reza Pahlavi i exil.
En av oppositionsledarna, islamisten Mehdi Bazargan, utsågs av Khomeini till premiärminister. Den sekulära oppositionen lade fram sitt förslag till konstitution i juni 1979 för det nyvalda parlamentet. Parlamentet dominerades dock av grupper lojala mot ayatollah Khomeini och förslaget avslogs då det inte var godkänt av det muslimska religiösa ledarskapet. Parlamentet röstade istället taktiskt igenom en konstitution som gav makten över militären och säkerhetstjänsten till Khomeini. Iran skulle ha en president men endast kandidater som godkänts av Väktarrådet fick ställa upp i valet.
Khomeini såg till att revolutionsdomstolar snabbt inrättades som dömde oppositionella till döden. Under de första två åren avrättades uppskattningsvis 50 000 personer av dessa domstolar. Det hela blev ett skräckvälde som riktade sig mot alla som var motståndare till det muslimska religiösa ledarskapet makt: först mot anhängare till shahen, sedan anhängare till andra ayatollor och sedan anhängare till liberala och sekulariserade grupper. Terrorn riktade sig också mot religiösa och etniska minoriteter, till exempel den religiösa minoriteten sunnimuslimer, och även bahaier. Uppskattningsvis fem miljoner iranier, många av dem välutbildade och välbärgade, har flytt landet efter revolutionen och hundratusentals har fängslats, torterats eller avrättats i fängelse.
Den 4 november 1979 inleddes ett gisslandrama på den amerikanska ambassaden i Teheran. President Jimmy Carter försökte undsätta ambassadpersonalen genom en hemlig operation men försöket misslyckades. Ambassadpersonalen släpptes dock den 20 januari 1981 efter att Ronald Reagan tillträtt som USA:s president. Iran gick hädanefter på kollisionskurs med USA.

### Iran–Irak-kriget
Den 22 september 1980 anföll Irak Iran vilket blev början på ett åtta år långt krig.

### 1990-talet och framåt
Efter Khomeinis död den 3 juni 1989 valde Väktarrådet Irans president Ali Khamenei att bli dennes efterträdare. Ny president blev Ali Akbar Hashemi Rafsanjani, tidigare talman i parlamentet. President Rafsanjani blev omvald 1993 och efterträddes 1997 av Mohammad Khatami. Khatami omvaldes i juni 2001. 2005 valdes den konservative Mahmoud Ahmadinejad till president. Han är den första iranska president på två decennier som ej är ayatolla. Politiskt laddade frågor under denna period har varit den iranska kritiken av Israel och USA, inte minst av Ahmadinejad, och den heta debatten om Irans kärnkraftsprogram.

### Fotnoter
1. ↑  Ashk Dahlén (red.), Antikens Persien, Umeå: H:ström, 2016.
2. ↑  Utas, Bo: Akemeniderna (549–331 f.Kr.) i Nationalencyklopedins nätupplaga. Läst 3 februari 2016.
3. ↑  Utas, Bo: Partherna (171 f.Kr. – 226 e.Kr.) i Nationalencyklopedins nätupplaga. Läst 3 februari 2016.
4. ↑  Utas, Bo: Sasaniderna (226–651 e.Kr.) i Nationalencyklopedins nätupplaga. Läst 3 februari 2016.
5. ↑  ”How many Jews live in Iran?”. The Forward. 18 juni 2025. https://forward.com/news/729739/.... Läst 7 juli 2025.
6. ↑  Kent Eklind, Iran från dåtid till nutid, Stockholm: Ferdosi, 2010.
7. ↑  European Domination of the Indian Ocean Trade, besökt 2007-01-10
8. ↑  Archives, The National (15 juni 2017). ”The National Archives - From Persia to Iran, via Inglistan” (på brittisk engelska). The National Archives blog. https://blog.nationalarchives.gov.uk/persia-iran-via-inglistan/. Läst 6 januari 2023.
9. ↑  Robert C. de Camara (1980). The Shah as Tyrant: A Look at the Record National Review, här återgivet i The Washington Post, 23 mars 1980. Läst 18 januari 2021.
10. ↑  World: SAVAK: Like the CIA Time, 19 februari 1979. Läst 18 januari 2021.